# Le Petit Bleu d'Agen
Pour les articles homonymes, voir Le Petit Bleu.
Le Petit Bleu d'Agen (anciennement Le Petit Bleu de Lot-et-Garonne) est un quotidien local français diffusé dans le département de Lot-et-Garonne, principalement sur l'agglomération Agen, en Nouvelle-Aquitaine. Créé en 1914, il est diffusé à 6 286 exemplaires en 2019, hors diffusion numérique. Il est détenu par le Groupe La Dépêche. La rédaction du Petit Bleu travaille étroitement avec l'agence lot-et-garonnaise du Groupe La Dépêche à Agen (boulevard Carnot).

## Histoire
Cette section ne s'appuie pas, ou pas assez, sur des sources secondaires ou tertiaires indépendantes du sujet. Le texte peut contenir des analyses inexactes ou inédites de sources primaires.
Pour l'améliorer, ajoutez-en, ou placez des modèles {{Source secondaire souhaitée}} ou {{Source secondaire nécessaire}} sur les passages mal sourcés. (mai 2022)

Ancien logo

Le Petit Bleu naît le 11 septembre 1914 durant les premières semaines de la Première Guerre mondiale, et juste avant la victoire de la première Bataille de la Marne. A la déclaration de la guerre, deux régiments basés à Agen partent au front, où se tiendra en août la Bataille des frontières. Les premiers combats sont très meurtriers, et rapidement la population de la région d'Agen s'inquiète sur le sort réservé aux hommes partis en guerre. Il y a très peu de nouvelles, et quand il y en a elles sont mauvaises.
À cette époque, les préfectures recevaient deux fois par jour un télégramme du ministère de la guerre afin de communiquer des nouvelles du front. Ces télégrammes étaient placardés à la porte des administrations afin que les habitants sachent comment se comportaient les troupes au combat. À l'époque un télégramme se nommait « petit bleu » en raison de la couleur du papier sur lequel il était imprimé, et de son format plié masquant le message.
Les Agenais voulaient donc se tenir au courant de l'état des combats pour savoir ce que devenait l'enfant, le père, le mari, le cousin, parti sur le front pour défendre sa patrie. L'affichage de ce télégramme créait de nombreux attroupements. Il fallait donc selon le préfet de l'époque Jacques Dupré « mettre bon ordre à cette foule qui créait un trouble à l'ordre public ». Directeur de l'Imprimerie moderne (située rue Voltaire) Paul Arjo prend alors le train et se rend à Bordeaux début septembre 1914, où le gouvernement français s'est replié (les Allemands approchant de Paris).

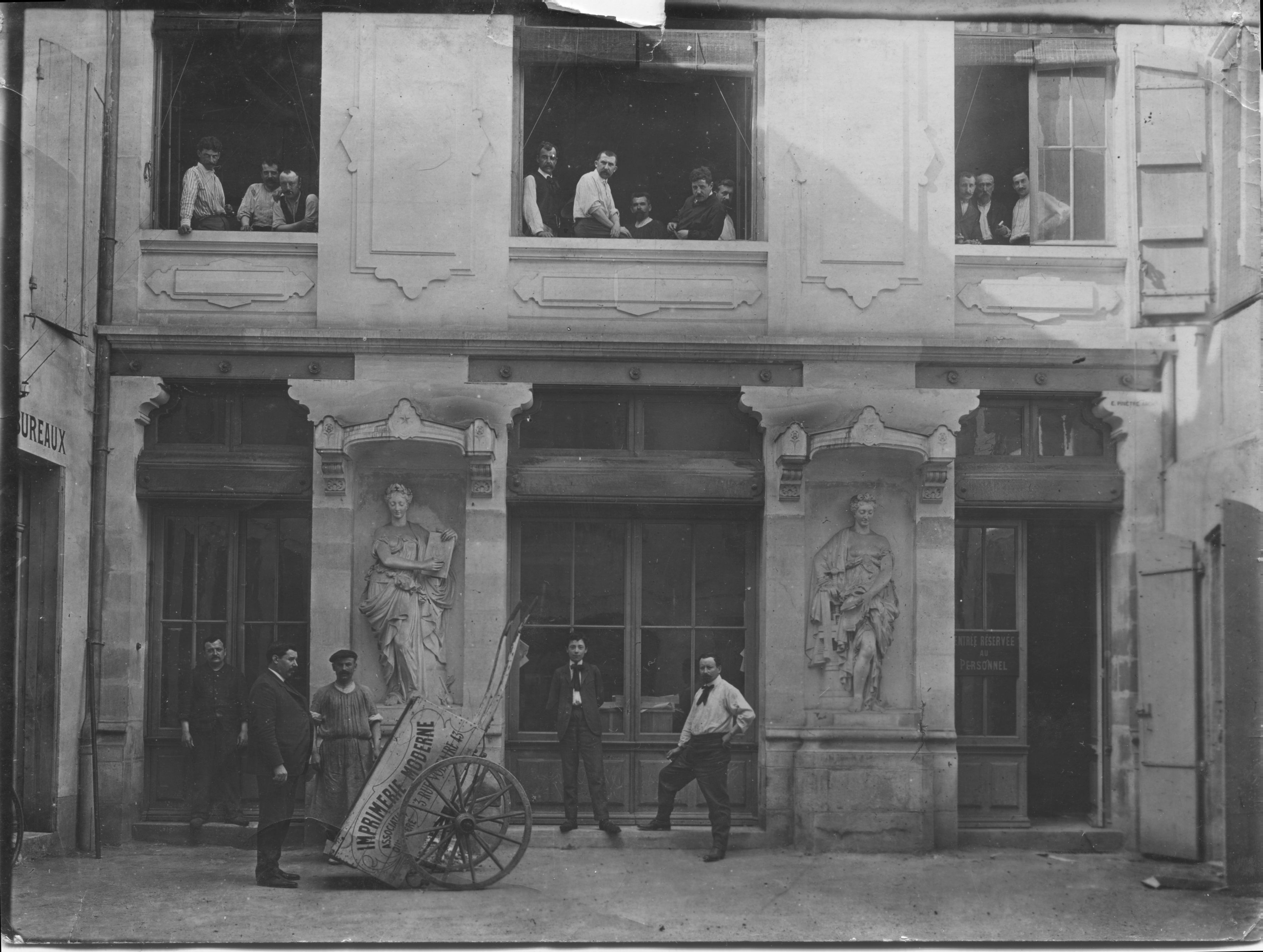
L'Imprimerie moderne à Agen, à l'époque de la création du Petit Bleu en 1914.

Il se rend au ministère de la Guerre et obtient l'autorisation d'imprimer deux fois par jour (matin et après-midi) une copie du télégramme officiel exposant la situation militaire. Le Petit Bleu de Lot-et-Garonne venait de naître, imprimé recto verso sur une feuille de couleur bleue (d'où son nom). Le premier numéro est tiré et distribué gratuitement le 11 septembre 1914. La volonté éditoriale était clairement exprimée : renseigner rapidement le public sur les évènements qui passionnaient l'opinion et exaltait le patriotisme français. Durant quatre années, les Agenais s'arracheront ce télégramme. Outre les nouvelles du front, le biquotidien renseignait également sur la vie locale, associative et commerciale d'Agen. Il est imprimé sur quatre pages, et sur un papier blanc à partir de 1916.

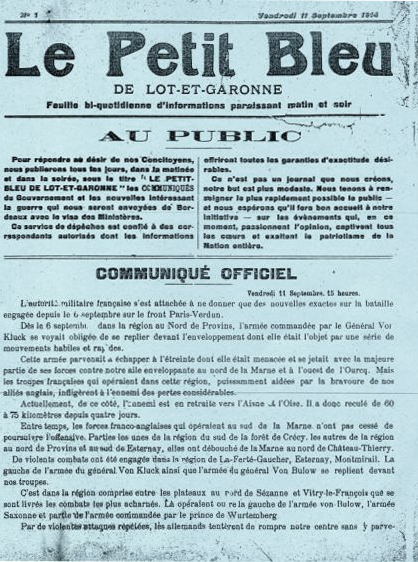
Première une du journal Le Petit Bleu de Lot-et-Garonne paru le 11 septembre 1914

A la fin de la guerre, ce journal s'est imposé comme incontournable à Agen, malgré la présence d'autres titres. Enfant de la guerre, il jouit d'une sincère popularité, et poursuit en 1918 sa mission d'information en racontant l'armistice, le retour des soldats et les cérémonies commémoratives. Au fil du temps, des informations plus prosaïques prendront le dessus et Le Petit Bleu deviendra un vrai journal avec du sport (dont le rugby bien sûr), des programmes de spectacles, la vie associative, syndicale et politique, les faits divers, la publicité, etc. Il sera le premier journal de France à être imprimé en offset (en 1967) et le premier à être équipé d'un matériel de photocomposition.
Il aura existé plusieurs « Petit bleu » durant la Première Guerre mondiale mais seul le quotidien agenais persistera. En 1946, un journal hebdomadaire dans les Côtes-d'Armor naîtra sous le nom du Petit Bleu des Côtes d'Armor. Le Petit Bleu de Lot-et-Garonne est racheté en 1982 par le Groupe La Dépêche, alors que le journal est en plein essor face à ses concurrents Le journal de Gironde (de Bordeaux, aujourd'hui devenu Sud Ouest) et La Dépêche (de Toulouse, aujourd'hui La Dépêche du midi), pourtant tous deux fondés bien avant le quotidien Agenais qui était devenu leader en Lot-et-Garonne.

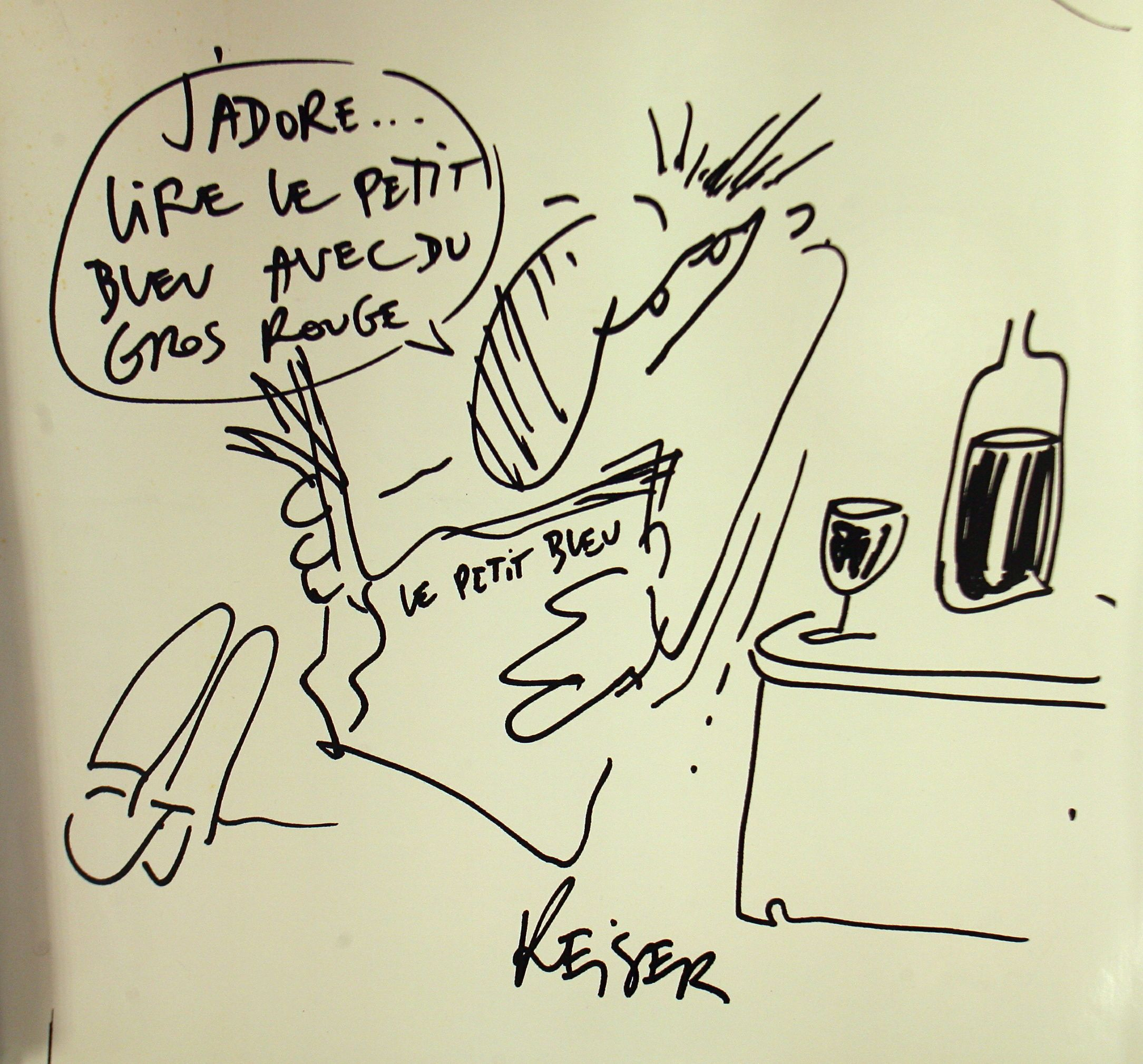
Raiser avait fait ce dessin pour le Petit Bleu...

## Identité visuelle

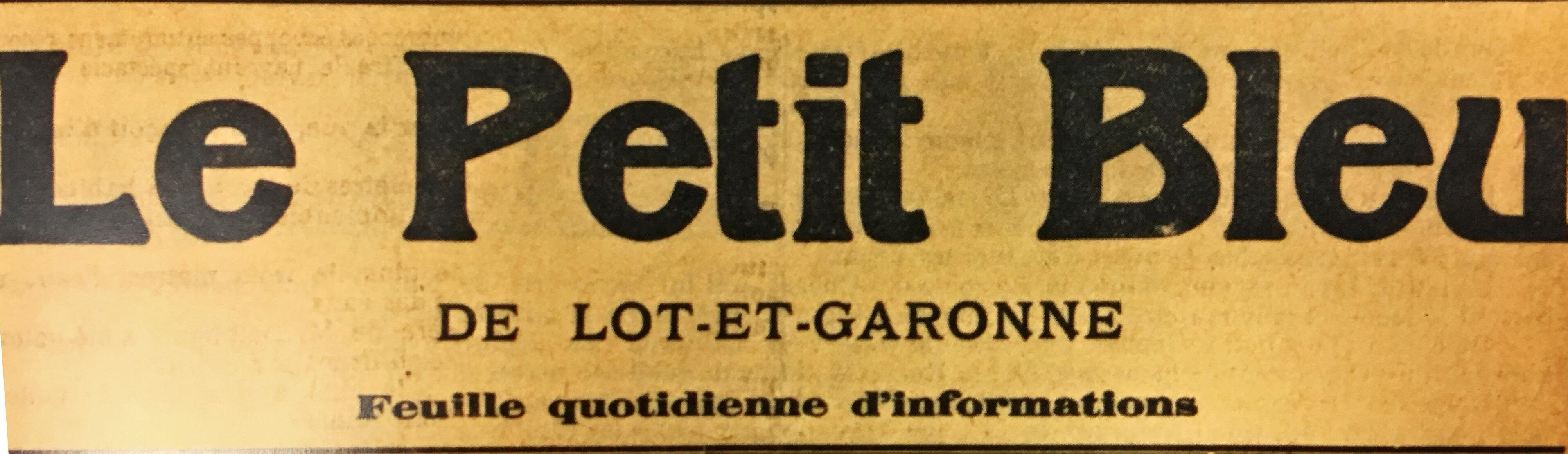
Logo du Petit Bleu d'Agen en 1918

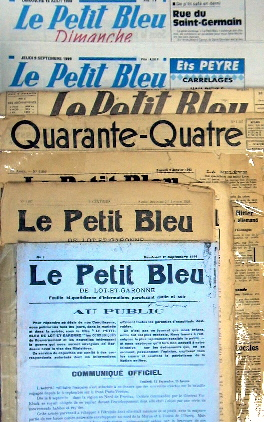
Panorama des différents logos du Petit Bleu d'Agen.

Ce premier logo fut affiché en haut de la page de garde, en gros caractères. Il était en noir avec les premières lettres de chaque mot en lettres capitales,.

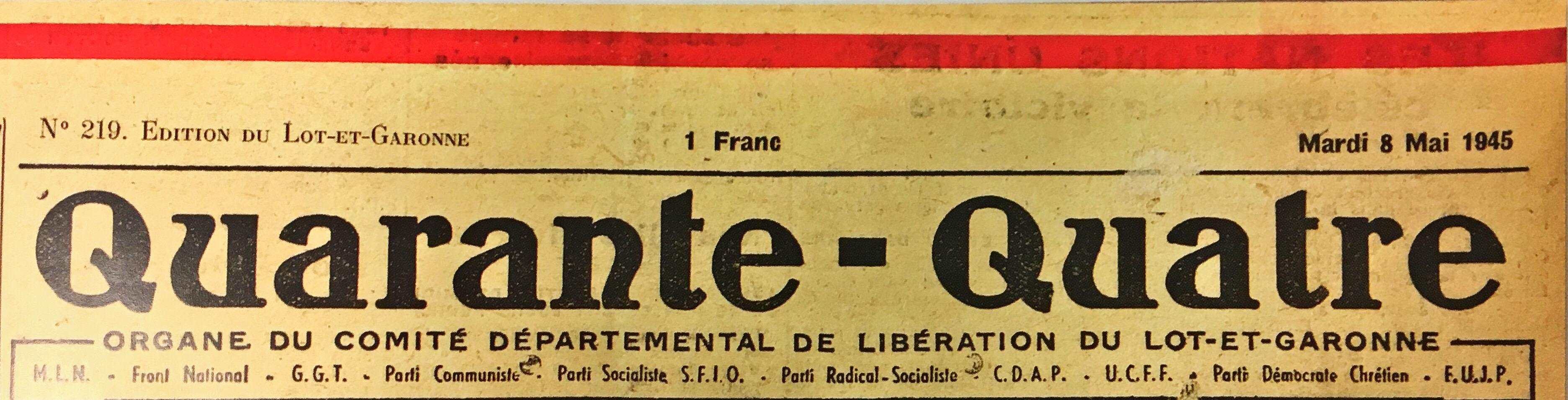
Logo du Petit Bleu d'Agen en 1944.

A la fin de la Libération d'Agen, en août 1944, les Résistants s'emparent du Petit Bleu et le renomment Quarante-Quatre.
Le nom est placé en haut de page. Il reste en noir mais le caractère change. Les lettres sont plus fines et moins grandes.

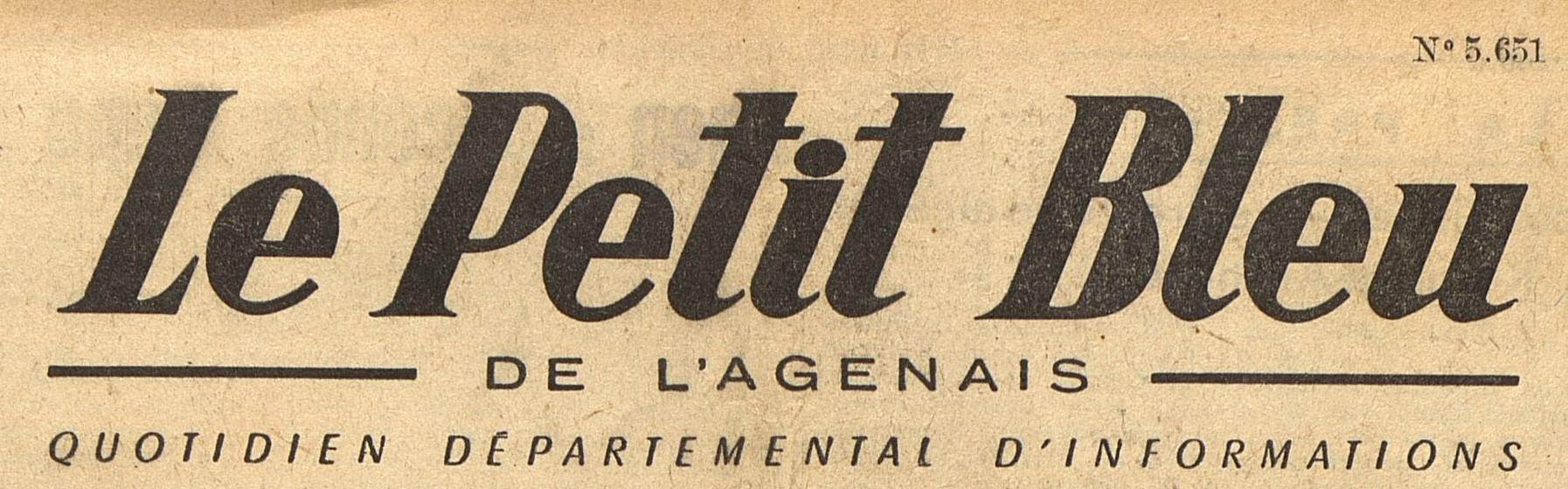
Logo du Petit Bleu d'Agen en 1953

C'est en 1953 que le journal reprend son nom initial Le Petit Bleu.
Contrairement au premier logo, il est plus petit (changement de police) cependant il conserve sa place en haut de la page et sa couleur noire.

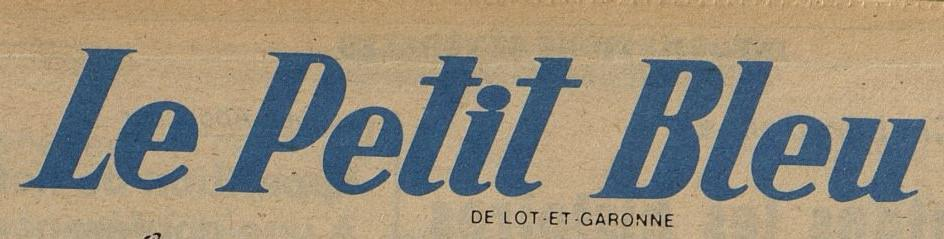
Logo du Petit Bleu d'Agen en 1967

Dès 1967, le logo apparaît en couleur, le bleu. Ce sera la seule modification.

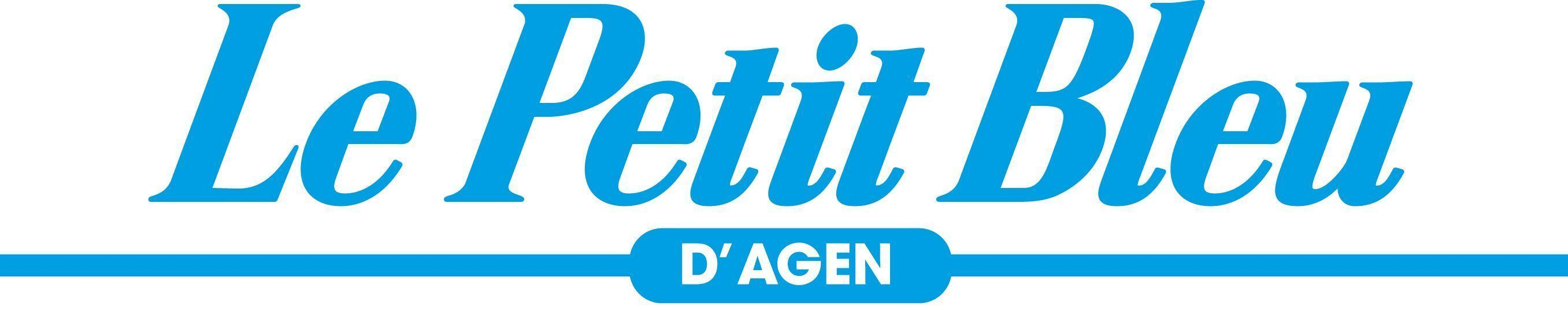
Logo Petit Bleu d'Agen en 2014

Depuis 2014 le titre est toujours bleu. En revanche, il est souligné d'un trait avec en inscription, le nom de la ville où il est né et édité.

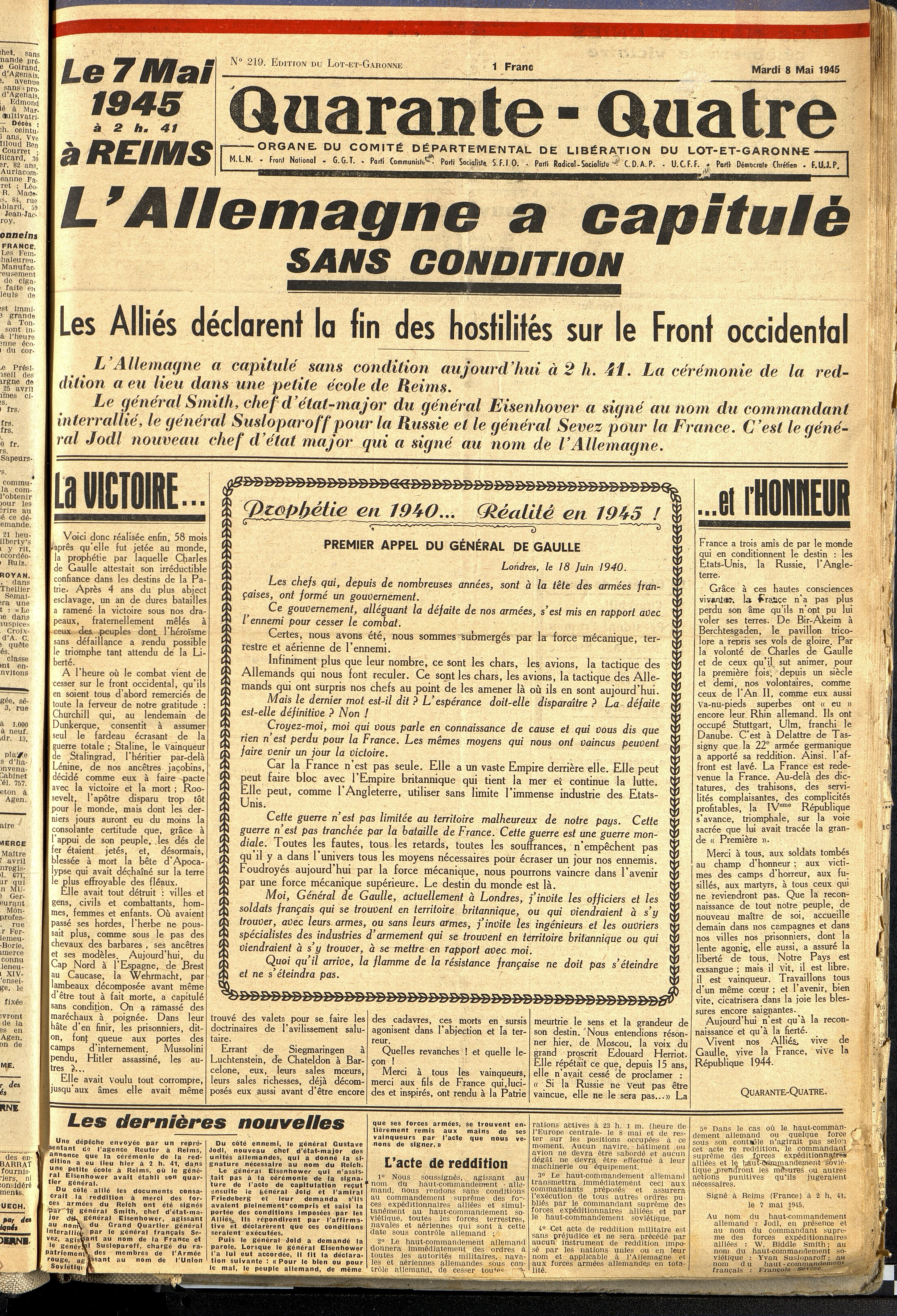
Le "Quarante-quatre", tel a été le nom du Petit Bleu de la Libération à 1953, où il reprit son titre d'origine.